# Marianne Maderna
Marianne Maderna (née en 1944 à Vienne) est une sculptrice autrichienne spécialisée dans l'installation.

## Biographie
Marianne Maderna est la fille de l'écrivain Karl Bruckner et sa compagne Katharina. Elle étudie de 1959 à 1964 à la Höhere Graphische Bundes-Lehr- und Versuchsanstalt puis fait un court voyage aux États-Unis. En 1969, elle entre à l'académie des beaux-arts de Vienne.
Elle vit à Vienne et à Schönbühel-Aggsbach.

## Œuvre
Marianne Maderna est un artiste interdisciplinaire d'installation et de performance. Elle aborde la condition humaine. Elle allie la sculpture, la vidéo, le dessin, la performance, la musique libre et des textes lyriques. Elle étudie et invente de nouvelles formulations sur les comportements humains et les systèmes hiérarchiques.

## Source de la traduction
- (de) Cet article est partiellement ou en totalité issu de l’article de Wikipédia en allemand intitulé « Marianne Maderna » (voir la liste des auteurs).